# Take Asai

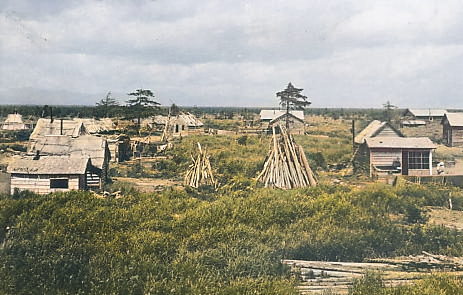
Aldea Otasu, lugar de nacimiento de Tahkonanna.

Take Asai (浅井タケ Asai Take?) o Tahkonanna (fallecida en 1994) fue la última hablante fluido de las lenguas Ainu. Nació en la aldea Otasu, en la costa occidental de isla de Sajalín entre 1901 y 1902, y se mudó a  Rayciska (Raichishika) durante su niñez. Luego de la Segunda Guerra Mundial fue reubicada en Hokkaidō, Japón, y en sus últimos años vivió en una antigua casa en Monbetsu, Hidaka, en el sur de Hokkaidō. Sirvió como informante del proyecto de investigación Piłsudski (ICRAP) y formó parte de diversos proyectos hasta su muerte en 1994.